# Scintilla
La scintilla è un particolare effetto luminoso che corrisponde alla creazione di una "scia luminosa" che si genera e scompare in tempi brevissimi.

## Classificazione delle scintille
Esistono diversi tipi di scintille, che si differenziano principalmente per le caratteristiche geometriche della scia luminosa prodotta e per il fenomeno fisico o chimico da cui hanno origine.
I tipi di scintille più comuni sono:
- scintille generate da fenomeni chimici;
- scintille trasportate dai fumi di combustione;
- scintille elettriche o elettrostatiche;
- scintille generate da fenomeni ottici.

## Scintille generate da fenomeni chimici
Appartengono a questa categoria:
- le scintille che hanno origine da sfregamento di un materiale metallico, metallo o lega metallica, contro una superficie ruvida ad esempio, durante le operazioni di taglio dei metalli o durante l'accensione di un accendino;
- le scintille prodotte durante le operazioni di saldatura;
- le scintille prodotte durante le operazioni di decarburazione dei metalli, ad esempio tramite convertitore Bessemer;
- le scintille prodotte dalla combustione di polvere pirica, ad esempio nei millestelle.

In questo caso le scintille sono causate dallo svolgimento di reazioni chimiche particolarmente veloci.

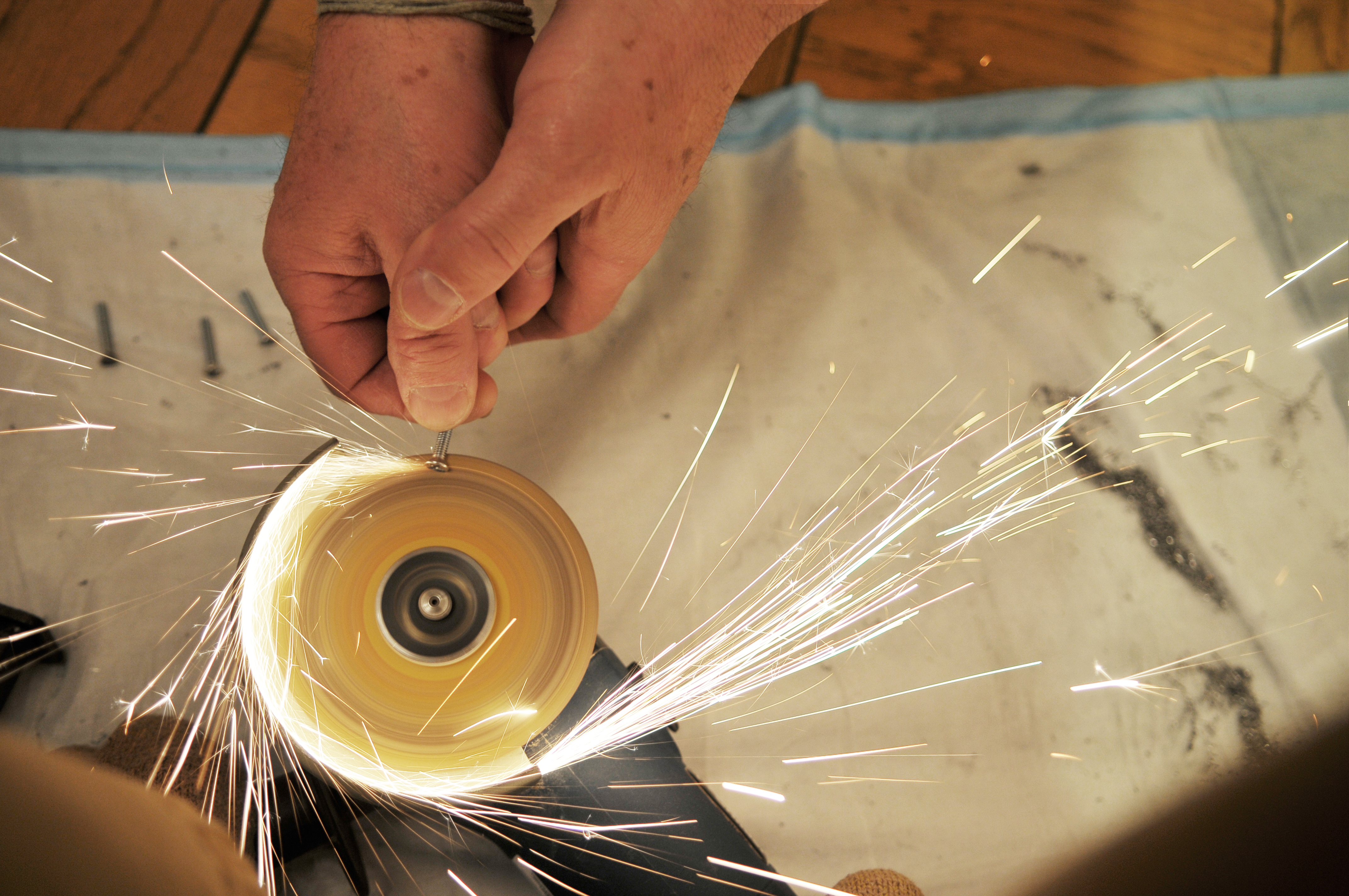
Scintille ottenute per sfregamento (molatura)
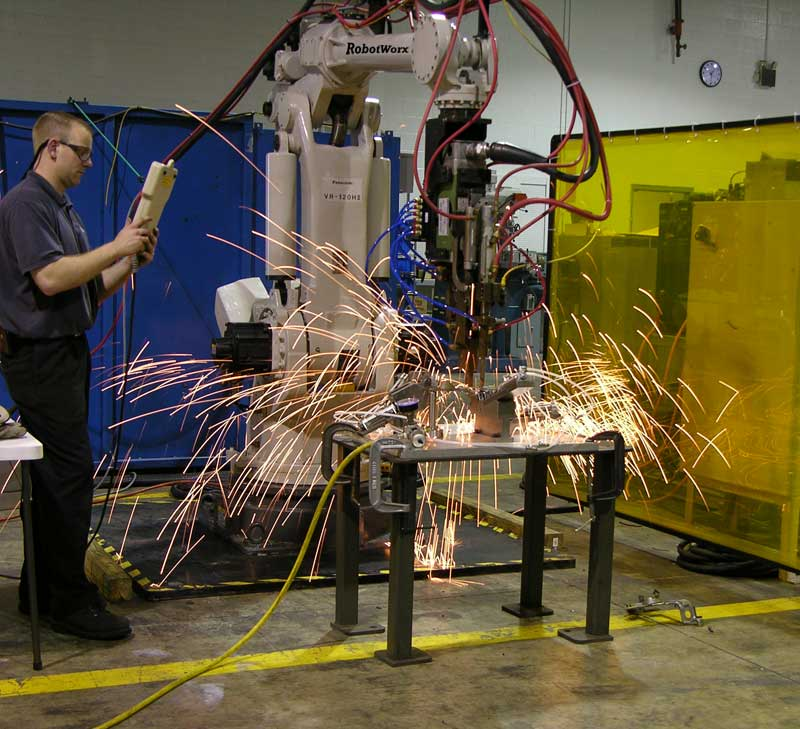
Scintille prodotte durante un'operazione di saldatura
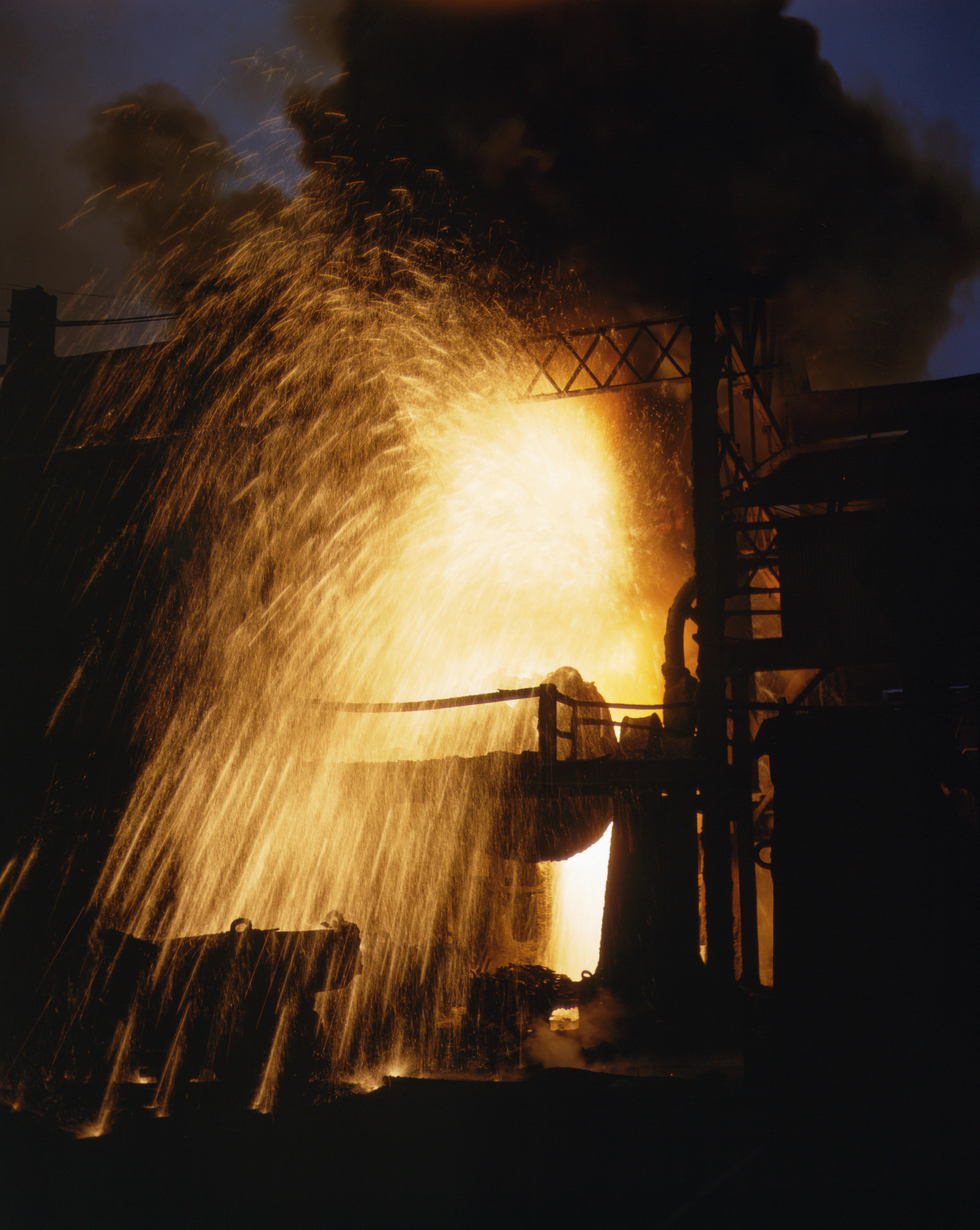
Scintille prodotte in un convertitore Bessemer, a causa della reazione chimica tra ossigeno e ghisa
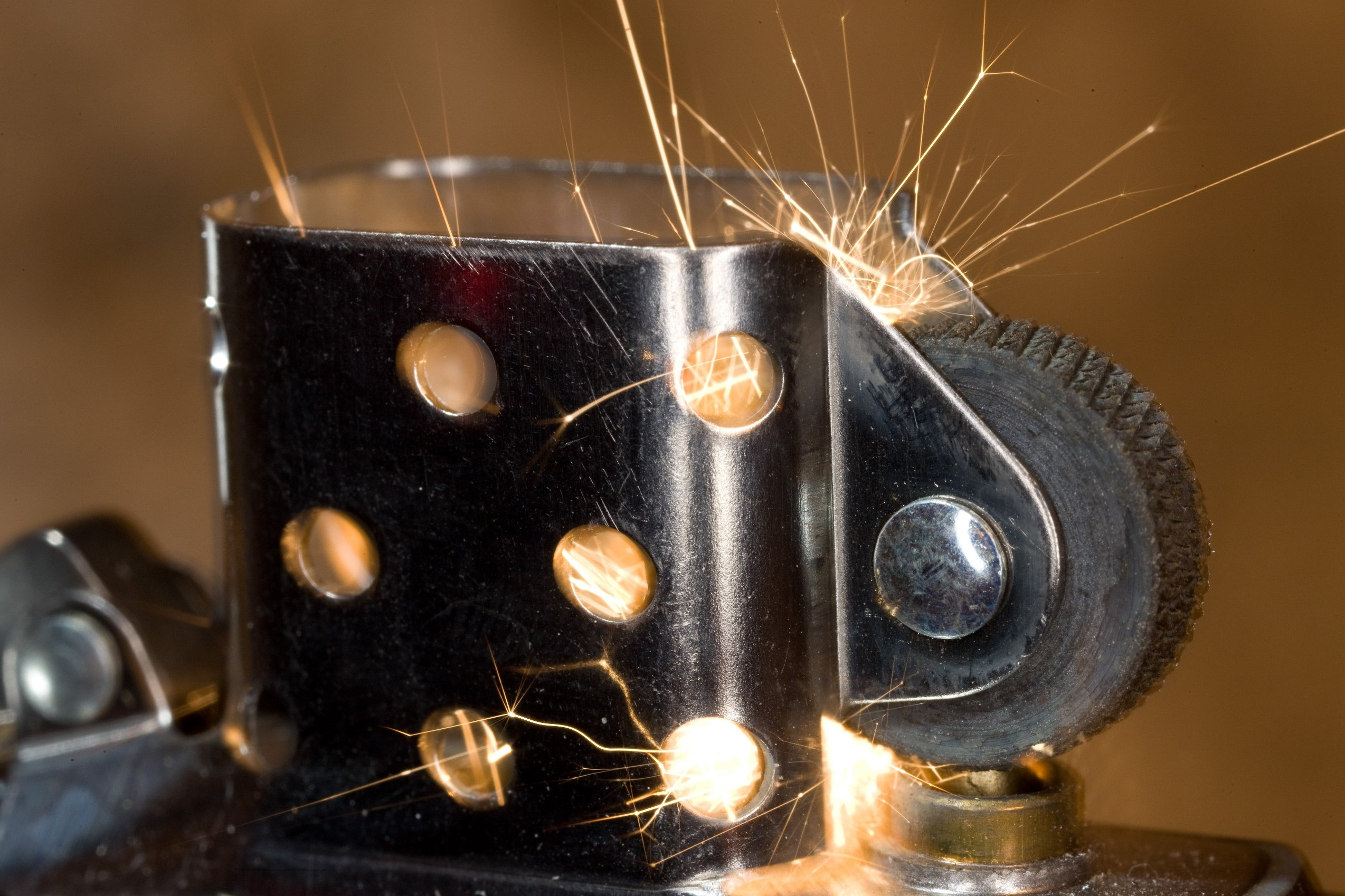
Scintille prodotte da un accendino
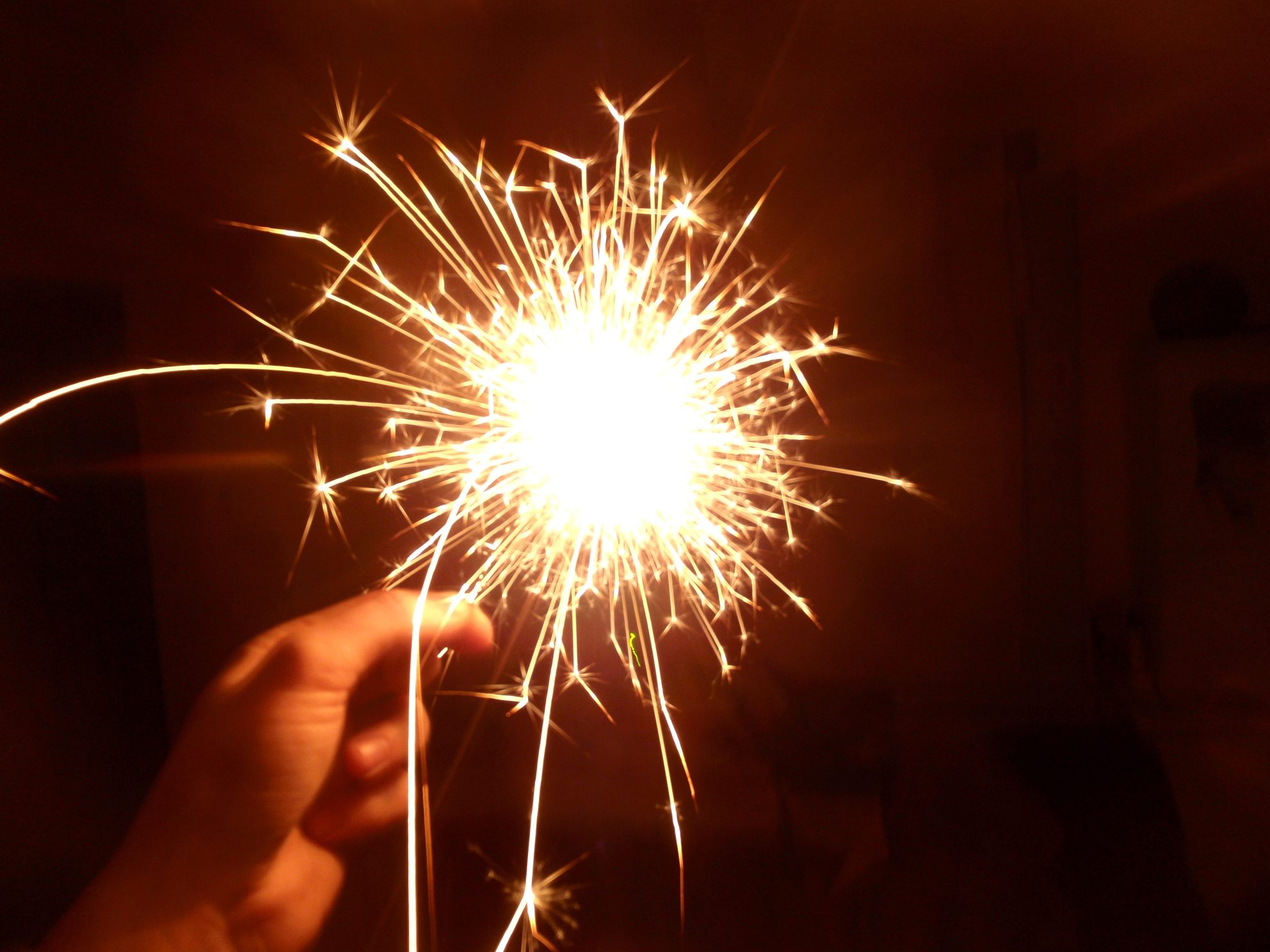
Scintille prodotte da un millestelle

### Spiegazione del fenomeno
Talvolta quando un metallo reagisce a contatto con l'ossigeno presente nell'aria la reazione chimica avviene coinvolgendo solo le entità molecolari che costituiscono la parte più esterna del pezzo solido.
Ciò è dovuto al fatto che sulla superficie esterna del pezzo si crea un film esterno di materiale che ha reagito, mentre nel corpo del solido il materiale rimane intatto, in quanto la presenza del film esterno ostacola la diffusione dell'ossigeno all'interno del materiale. Questa ricopertura da parte di un film protettivo di materiale ossidato è detta "passivazione".
Durante lo sfregamento la parte più esterna del materiale, costituita dal film passivante, viene rimossa, per cui il corpo del materiale ha modo di reagire con l'ossigeno dell'aria. Essendo questa reazione fortemente esotermica, si ha un'"esplosione" microscopica per cui alcune minuscole schegge metalliche diventano incandescenti a causa dell'elevato aumento di temperatura locale e vengono proiettate ad elevata velocità.

### Caratteristiche geometriche
Le scintille di questo tipo sono caratterizzate da percorsi luminosi rettilinei o parabolici più o meno brevi, compatibilmente con l'effetto della forza di gravità agente sulle particelle.
Osservando i percorsi luminosi di queste scintille, si nota che talvolta a un certo punto i percorsi delle scintille si suddividono in più linee rette come se "esplodessero" dopo avere percorso il primo tratto, in maniera analoga a quanto succede per i fuochi d'artificio; la causa di queste ramificazioni dei percorsi luminosi è la presenza di carbonio nelle particelle: esso si trasforma in gas ed espandendosi esercita un'elevata pressione all'interno delle particelle che ad un certo punto esplodono suddividendosi in più frammenti.

### Applicazioni

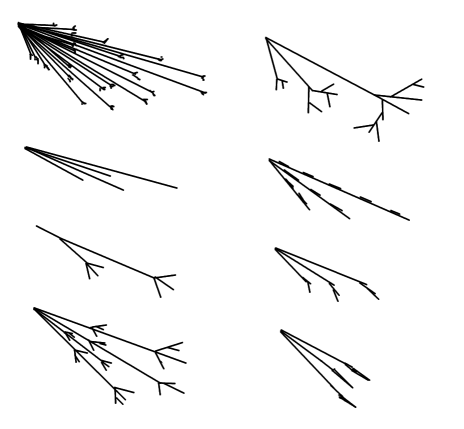
Alcuni percorsi luminosi osservabili durante una prova alla scintilla.

Le scintille spesso si utilizzano come fonte di innesco, cioè per iniziare il fenomeno della combustione. La possibilità di produrre scintille facendo urtare rocce dure come selce e pirite era nota fin dal paleolitico agli ominidi che se ne servivano per accendere il fuoco.
Dal diciassettesimo secolo le scintille vennero usate negli accendini in cui si ha la produzione di scintille per sfregamento della pietra focaia. Queste scintille fungono da innesco per la combustione del gas infiammabile che fuoriesce dal serbatoio dell'accendino attraverso una valvola.
Le scintille possono essere usate per caratterizzare i materiali: Il colore e le ramificazioni delle scintille sono caratteristiche peculiari del materiale che le produce per cui le scintille possono essere studiate per determinare la natura chimica di un materiale, in maniera analoga a quanto succede per i saggi alla fiamma. Il test di caratterizzazione dei materiali a partire dalle scintille è detto "prova alla scintilla" e a causa dell'esigua quantità di materiale asportato è considerata un controllo non distruttivo.

### Rischi per la sicurezza
Le scintille, fungendo da innesco, comportano particolari rischi per la sicurezza. Infatti gli incendi sono conseguenza della presenza di un innesco, di un combustibile come per esempio un idrocarburo e di un comburente, ad esempio l'ossigeno. Questi tre elementi sono indicati nel cosiddetto "triangolo del fuoco".

### Rischi per la salute

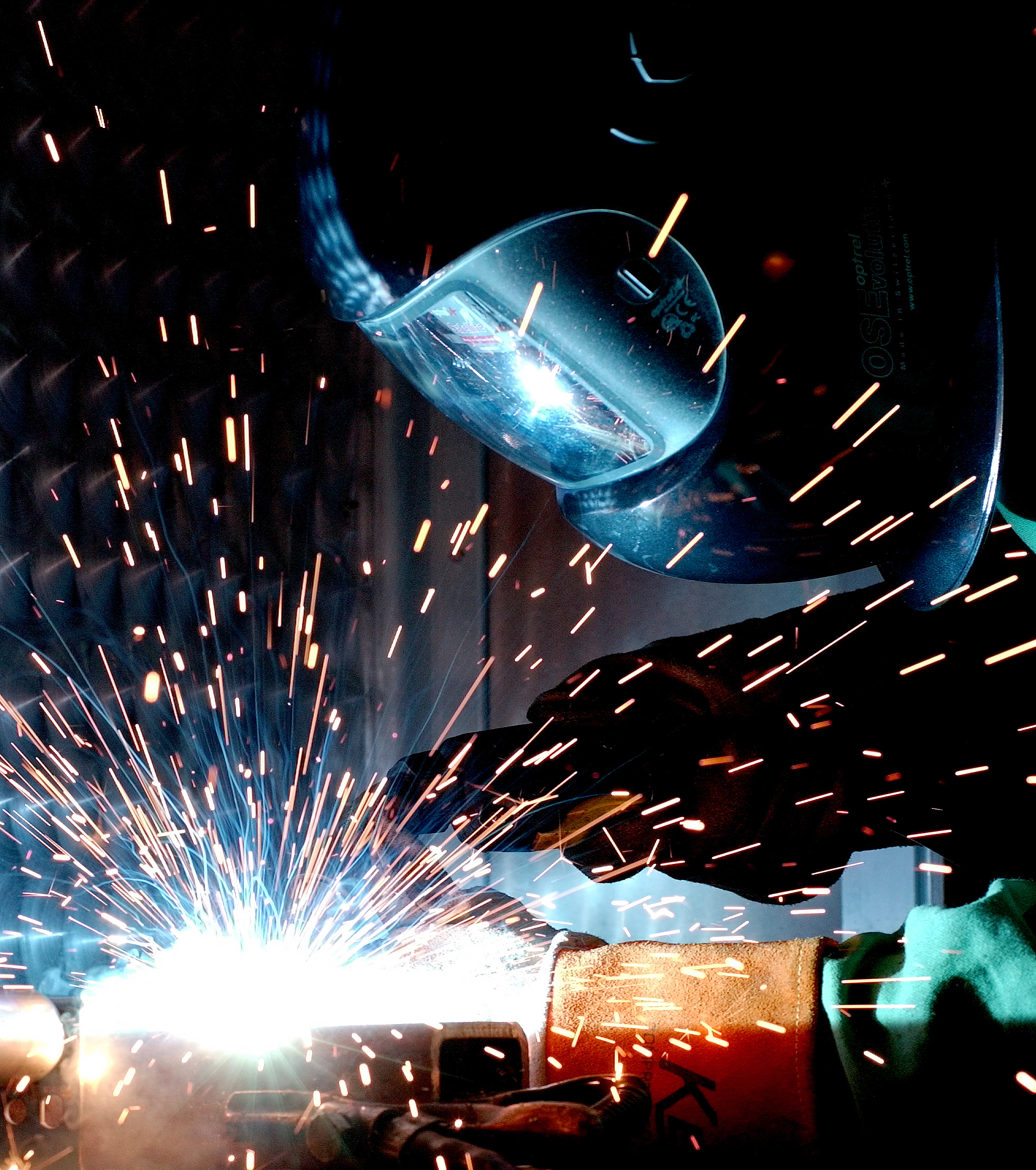
scintille generate dalla saldatura

Trattandosi di schegge di materiali a elevata velocità e temperatura, le scintille possono causare danni all'apparato visivo. Per questo motivo i saldatori indossano opportuni dispositivi di protezione individuale (caschi, maschere o occhiali) per proteggere gli occhi dalle scintille prodotte durante le operazioni di saldatura.

## Scintille trasportate dai fumi di combustione

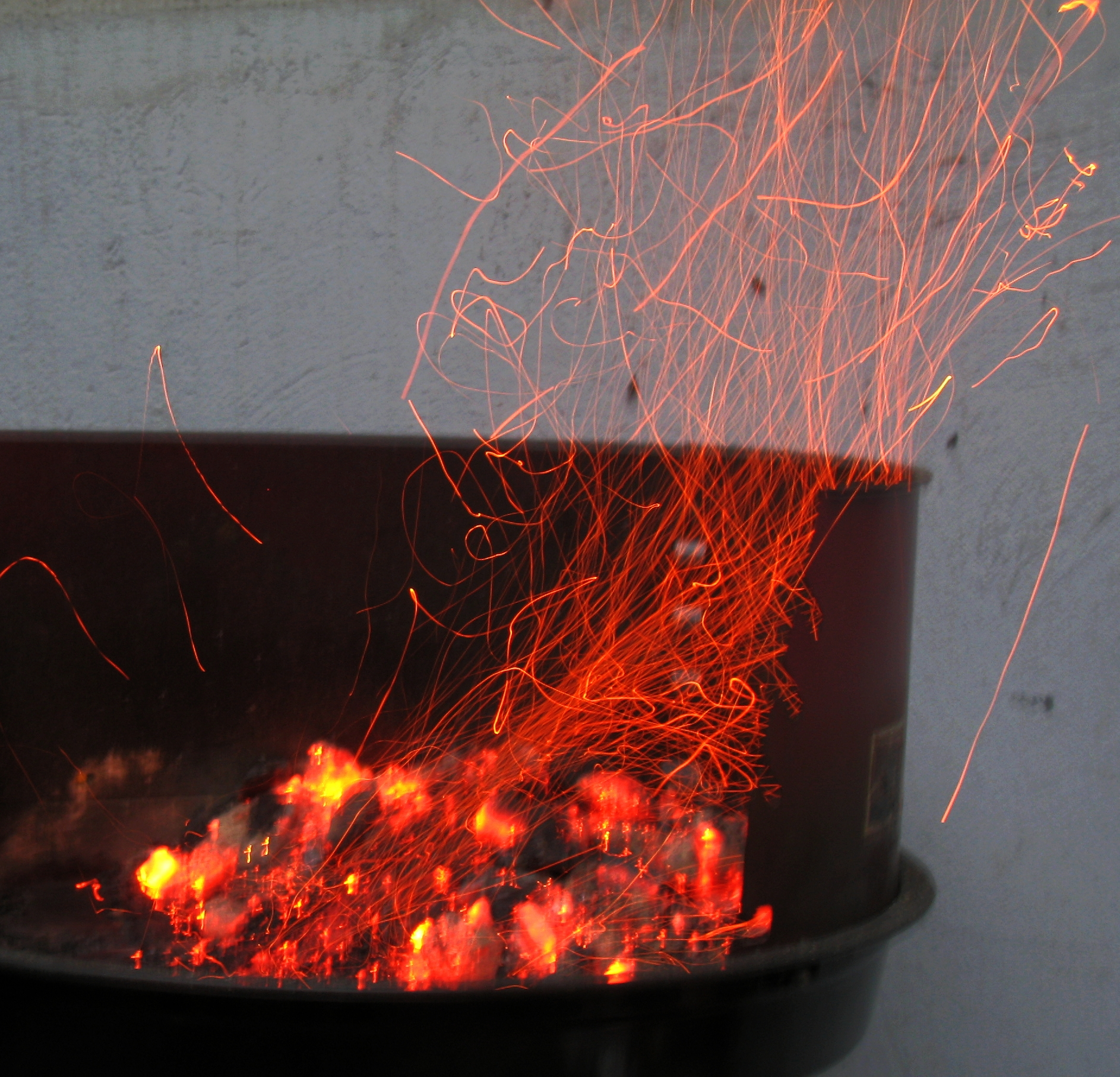
Scintille ottenute durante una combustione

Le reazioni di combustione sono processi esotermici, cioè producono calore. Per questo motivo durante una combustione i gas combusti hanno una temperatura maggiore rispetto all'aria circostante e si ha la formazione di moti convettivi associati all'innalzamento di questi fumi caldi. Durante la loro ascesa i fumi possono trasportare con loro alcune particelle di ceneri incandescenti prodotte dalla combustione, ceneri che durante la risalita formano delle scie luminose le cui caratteristiche geometriche dipendono dal particolare regime fluidodinamico. In particolare la velocità di ascesa delle particelle incandescenti è associata alla velocità di ascesa dei fumi di combustione e le traiettorie diventano sempre più vorticose all'aumentare della turbolenza del fluido, cioè all'aumentare del numero di Reynolds.
Durante la risalita le minuscole particelle incandescenti che producono le scintille continuano a bruciare finché la particella non termina la sua combustione e si spegne lentamente.
Le scintille così prodotte hanno in genere una minore luminosità e traiettoria più curvilinee rispetto alle scintille di natura chimica o elettrica .
Inoltre le scintille appartenenti a questo tipo possono fungere da innesco come le scintille generate da fenomeni chimici e le scintille elettriche, ma siccome derivano da una combustione già in atto, il loro effetto è piuttosto quello di propagare la combustione.

### Dispositivi di protezione dalle scintille trasportate dai fumi di combustione

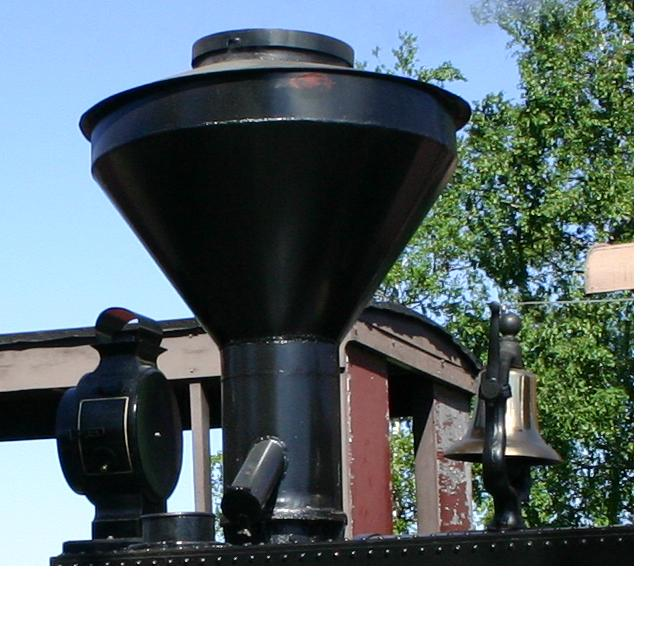
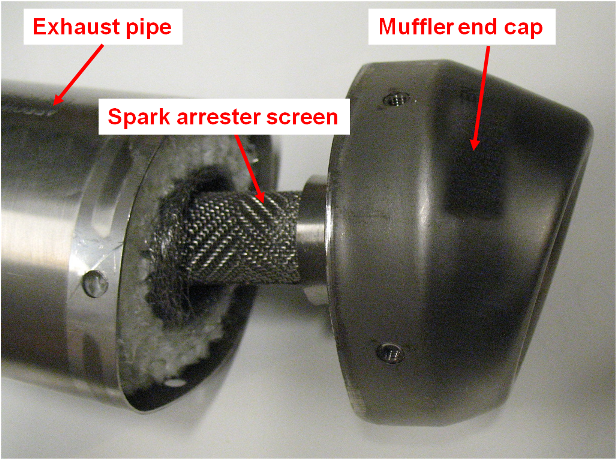
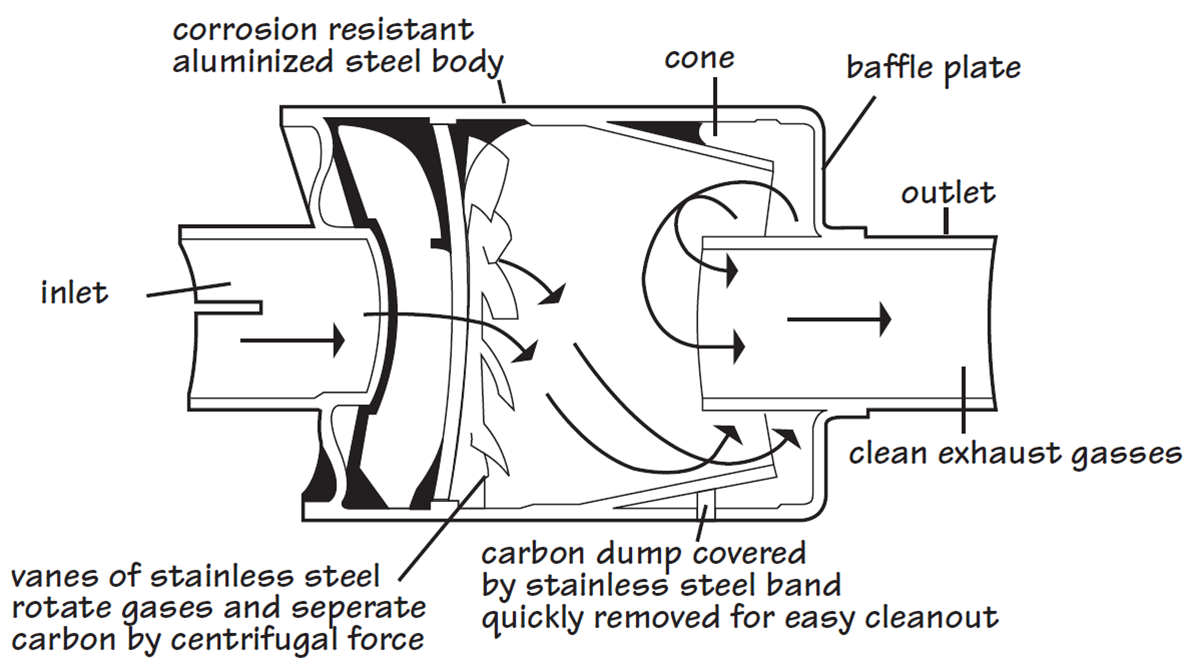

- ???[inserire didascalia]
- ???[inserire didascalia]
- ???[inserire didascalia]

## Scintille elettriche

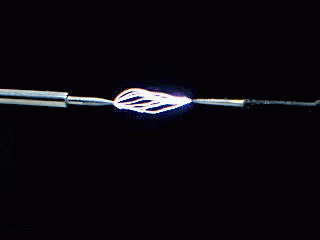
Esempio di scintilla elettrica: in questo caso la scintilla si instaura tra due punti a potenziale elettrico differente.

La scintilla elettrica e la scintilla generata da particelle incandescenti sono fenomeni molto differenti tra loro, sia per quanto riguarda la causa del fenomeno sia per quanto riguarda la geometria dell'effetto luminoso. Infatti:
- le scintille elettriche sono causate da una differenza di potenziale elettrico esistente tra coppie di punti, quindi il fascio di luce prodotta attraversa dei "canali" dalla geometria lineare o ramificata che congiungono queste coppie di punti;
- nelle scintille prodotte da particelle incandescenti il fascio di luce proviene invece dalla superficie delle singole particelle; la "scia luminosa" che accompagna tali scintille in realtà è un effetto ottico dovuto al fenomeno di permanenza della luce sulla retina o nel caso delle foto è dovuto a un tempo di chiusura dell'otturatore elevato; le scintille di questo tipo sono fenomeni chimico-fisici.

Inoltre le scintille elettriche si manifestano in genere in tempi molto più brevi (intorno al millisecondo).

## Scintille generate da fenomeni ottici
Appartengono a questo tipo le scintille che derivano da fenomeni di riflessione della luce. Le scintille di questo tipo hanno una geometria "a raggiera".
Sono esempi di questo tipo le scintille dei diamanti e le scintille che si formano sulle increspature del mare a causa del riflesso della luce solare.
Questo tipo di scintilla, trattandosi semplicemente di un fenomeno ottico, non comporta in genere elevati rischi per la sicurezza, a parte l'eventuale abbagliamento che dipende dall'intensità della luce trasmessa, e non funge da innesco.

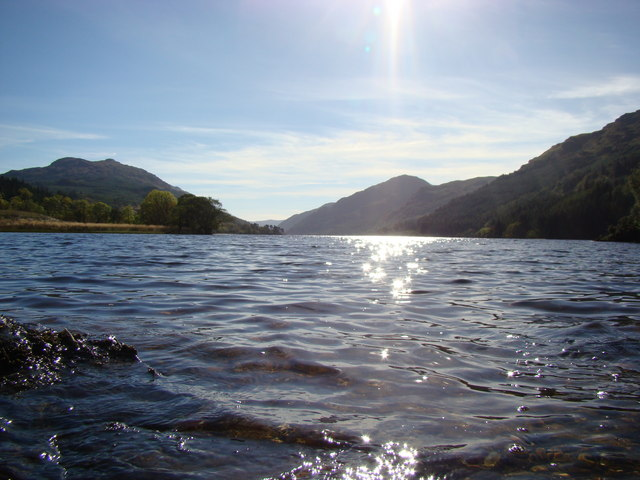
Scintille generate dalla luce solare sulla superficie di un lago